# Arch Motorcycle
Arch Motorcycle Company é uma empresa americana de motocicletas customizadas de alto padrão fundada por Keanu Reeves e Gard Hollinger em 2011.

## História
Em 2007, Keanu Reeves conhecido por sua paixão por motos, conheceu o customizador de motocicletas Gard Hollinger, e juntos lideraram a formação da Arch Motorcycle Company. Keanu Reeves contratou Gard Hollinger para customizar motocicletas Harley-Davidson por 5 anos, desenvolvendo e testando-as para Keanu. Keanu Reeves gostou no resultado e sugeriu a Hollinger começar uma companhia de motocicletas. Inicialmente, Gard Hollinger recusou, na época ele havia seu próprio negócio de customização de motos e não estava visando dar um passo além para uma produção em massas de motocicletas desde seu desenho e conceito. Com muita insistência de Keanu, Gard Hollinger aceitou a parceria.
O modelo modificado da Harley-Davidson foi a inspiração para o protótipo da Arch Motorcycle que eventualmente iria liderar a primeira linha de produção de motocicletas, a KRGT-1. Este modelo foi lançado em setembro de 2014, desenvolvido e construído pelas lições aprendidas inicialmente pelas customizações que Keanu Reeves solicitado ao seu parceiro, o que garantiu grande experiência comercial para customização de motocicletas.